# DMPK
DMPK (англ. DM1 protein kinase) – білок, який кодується однойменним геном, розташованим у людей на короткому плечі 19-ї хромосоми. Довжина поліпептидного ланцюга білка становить 629 амінокислот, а молекулярна маса — 69 385.
| 10         |  | 20         |  | 30         |  | 40         |  | 50         |
| ---------- |  | ---------- |  | ---------- |  | ---------- |  | ---------- |
| MSAEVRLRRL |  | QQLVLDPGFL |  | GLEPLLDLLL |  | GVHQELGASE |  | LAQDKYVADF |
| LQWAEPIVVR |  | LKEVRLQRDD |  | FEILKVIGRG |  | AFSEVAVVKM |  | KQTGQVYAMK |
| IMNKWDMLKR |  | GEVSCFREER |  | DVLVNGDRRW |  | ITQLHFAFQD |  | ENYLYLVMEY |
| YVGGDLLTLL |  | SKFGERIPAE |  | MARFYLAEIV |  | MAIDSVHRLG |  | YVHRDIKPDN |
| ILLDRCGHIR |  | LADFGSCLKL |  | RADGTVRSLV |  | AVGTPDYLSP |  | EILQAVGGGP |
| GTGSYGPECD |  | WWALGVFAYE |  | MFYGQTPFYA |  | DSTAETYGKI |  | VHYKEHLSLP |
| LVDEGVPEEA |  | RDFIQRLLCP |  | PETRLGRGGA |  | GDFRTHPFFF |  | GLDWDGLRDS |
| VPPFTPDFEG |  | ATDTCNFDLV |  | EDGLTAMVSG |  | GGETLSDIRE |  | GAPLGVHLPF |
| VGYSYSCMAL |  | RDSEVPGPTP |  | MELEAEQLLE |  | PHVQAPSLEP |  | SVSPQDETAE |
| VAVPAAVPAA |  | EAEAEVTLRE |  | LQEALEEEVL |  | TRQSLSREME |  | AIRTDNQNFA |
| SQLREAEARN |  | RDLEAHVRQL |  | QERMELLQAE |  | GATAVTGVPS |  | PRATDPPSHL |
| DGPPAVAVGQ |  | CPLVGPGPMH |  | RRHLLLPARV |  | PRPGLSEALS |  | LLLFAVVLSR |
| AAALGCIGLV |  | AHAGQLTAVW |  | RRPGAARAP  |  |            |  |            |

A: Аланін

C: Цистеїн

D: Аспарагінова кислота

E: Глутамінова кислота

F: Фенілаланін

G: Гліцин

H: Гістидин

I: Ізолейцин

K: Лізин

L: Лейцин

M: Метіонін

N: Аспарагін

P: Пролін

Q: Глутамін

R: Аргінін

S: Серин

T: Треонін

V: Валін

W: Триптофан

Кодований геном білок за функціями належить до трансфераз, кіназ, серин/треонінових протеїнкіназ, фосфопротеїнів. 
Задіяний у такому біологічному процесі, як альтернативний сплайсинг. 
Білок має сайт для зв'язування з АТФ, нуклеотидами, іонами металів, іоном магнію. 
Локалізований у клітинній мембрані, цитоплазмі, ядрі, мембрані, мітохондрії, ендоплазматичному ретикулумі, саркоплазматичному ретикулумі, зовнішній мембрані мітохондрій.